# Renata Kalloshová
Renata Ernestovna Kallosh (* 1943) je teoretická fyzička. Je profesorkou na katedře fyziky na Stanfordově univerzitě. Je známá díky svým příspěvkům k teorii strun, zejména vyhledání (společně s Sandipem Trivedim, Andrejem Lindem a Shamitem Kachruem) prvních modelů zrychlené expanze vesmíru v nízkoenergetické supersymetrické teorie strun, označovaných jako „KKLT“ modely podle příjmení autorů.

## Kariéra
Renata Kalloshová získala bakalářský titul na Moskevské státní univerzitě v roce 1966 a doktorát z Lebeděvova fyzikálního institutu v Moskvě v roce 1968. Následně na tomto ústavu zůstala jako profesorka až do roku 1989, kdy se přestěhovala do Evropské organizace pro jaderný výzkum. Již o rok později se ale Kalloshová přesunula na Stanfordovu univerzitu, kde pracuje i k roku 2016.

## Osobní život
Profesorka Kalloshová je provdaná za Andreje Lindeho. Mají spolu dva syny.